# Нежинская летопись
Нежинская летопись (укр. Ніжинський літопис) — анонимный памятник украинской историографии XVII—XVIII веков.

## Содержание
Центральной темой в летописи является военно-политическая история. До 1670-х гг. события освещены крайне фрагментарно, с многочисленными погрешностями и ошибками, очевидно, на основании исторических преданий. Впоследствии достоверность сообщений растёт, но последовательного характера изложение приобретает с 1730-х гг. Летописец упоминает украинских гетманов Б. Хмельницкого, И. Брюховецкого, И. Самойловича, И. Мазепу, И.Скоропадского, Д.Апостола, К.Разумовского, но избегает характеристики и оценок их деятельности. В летописи говорится также о войнах, которые Россия вела против Османской империи в течение всего XVIII века, и их пагубные последствия для хозяйства Украины. Приведены сведения о жизни русской царской семьи, пребывание её представителей в Украине, причем с особой симпатией упомянута императрица Елизавета Петровна. Определённое внимание уделено российским чиновникам, деятельность которых была непосредственно связана с Украиной — П. Румянцева-Задунайскому, князьям А. Безбородко, Г. Потемкину. Летопись содержит сведения о создании Первой и Второй малороссийских коллегий, амнистию запорожцев в 1734 году, выборы депутатов в Законодательной комиссии 1767—1768, появление самозванцев И. Миницького и Е. Пугачёва. Упомянуто об изменениях в административно-территориальном устройстве Левобережной Украины — образование Киевского наместничества, Черниговского наместничества и Новгород-Северского наместничества, Малороссийской губернии, а затем — Черниговской губернии и Полтавской губернии. Приведены сведения о чрезвычайных природные явления, стихийные бедствия, эпидемии. Значительное внимание уделено событиям в Нежине, где, очевидно, жил составитель летописи. Нежинский летопись относится к так называемым местных летописей, хотя значительное место в нём отведено событиям, которые имели всеукраинское значение. Сейчас[когда?] рукописный сборник, содержащий текст летописи хранится в Институте рукописи НБУ им. Вернадского.